# 제2차 세계 대전 기간의 불가리아

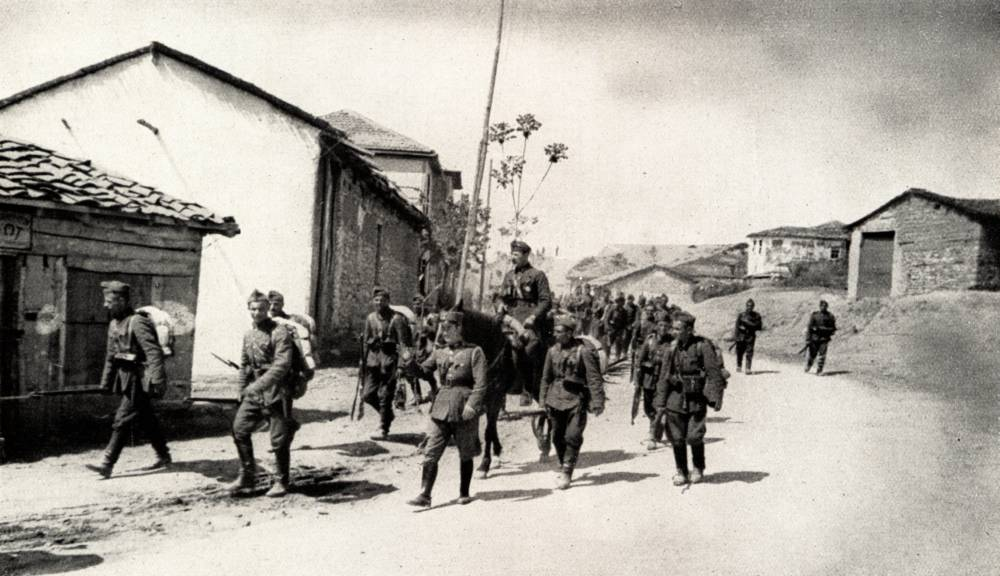
1941년 4월 그리스 북부 마을로 진입하는 불가리아군.

제2차 세계 대전 기간의 불가리아 역사는 크게 1941년 3월 1일까지의 초기 중립국 시기, 1944년 9월 8일까지의 추축국과의 동맹 시기, 전쟁 말 연합국과의 동맹 시기 3개로 나눌 수 있다. 불가리아는 독일의 동의 하에 1878년 산스테파노 조약에 근거해 대불가리아 민족주의자가 주창했던 그리스 왕국과 유고슬라비아 왕국 일부 지역을 편입했다. 불가리아는 1941년 6월 22일 시작된 소련과의 전쟁에 참전하라는 추축국의 압력엔 저항했지만 1941년 12월 13일 영국과 미국에 각각 선전포고했다. 1944년 9월 8일에는 붉은 군대가 불가리아에 진주했고 다음 날 불가리아가 독일에 선전포고했다.

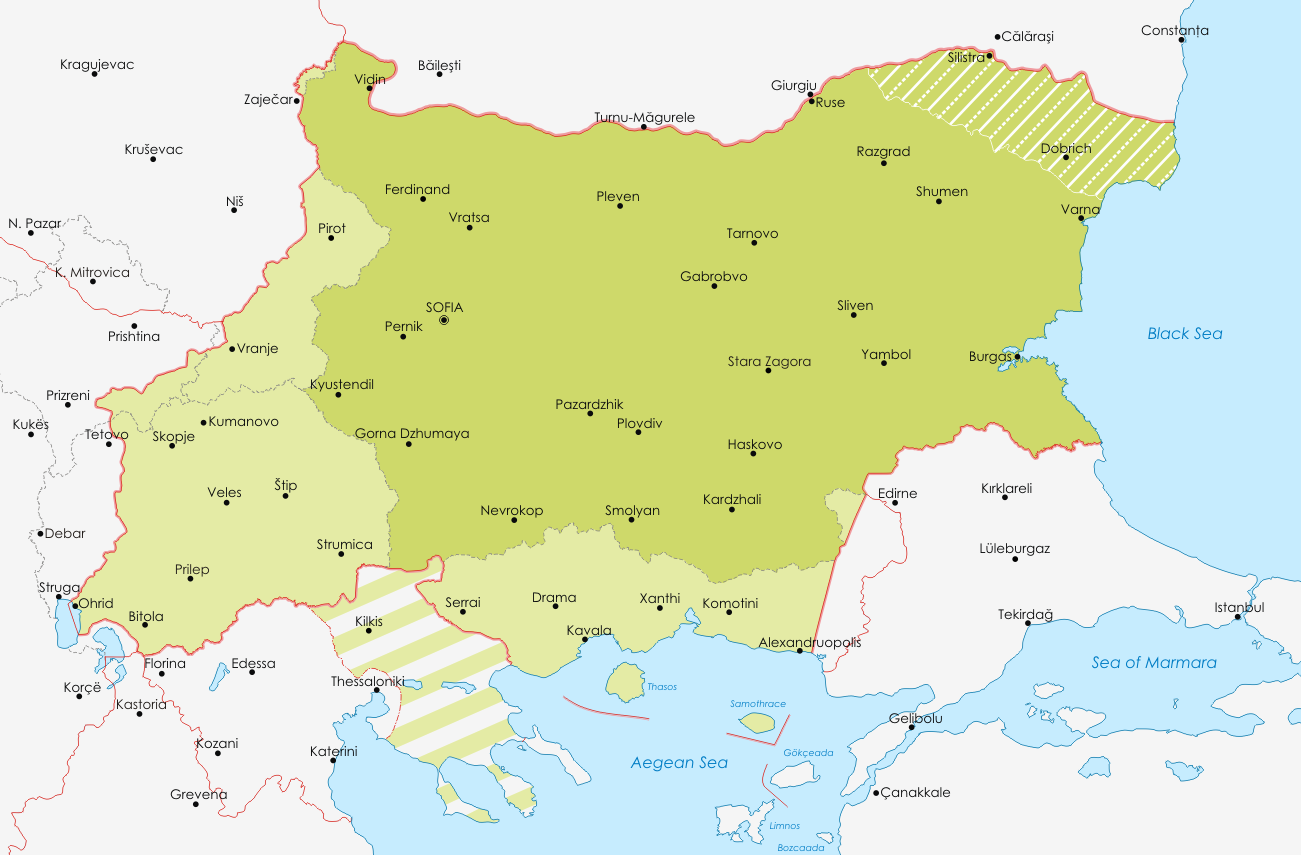
제2차 세계 대전 기간 불가리아의 영토를 그린 지도.
----
2차대전 이후 불가리아의 영토
1940년 크라이오바 조약에 따라 루마니아 왕국에게서 양도받은 남도브루자 지역
1941년 합병한 바르다르 마케도니아, 모라바계곡, 동마케도니아 트라키주 지역
1943년 불가리아의 군정 체제로 편입된 중앙마케도니아주 지역
1941년 기준 국경
현대 국경

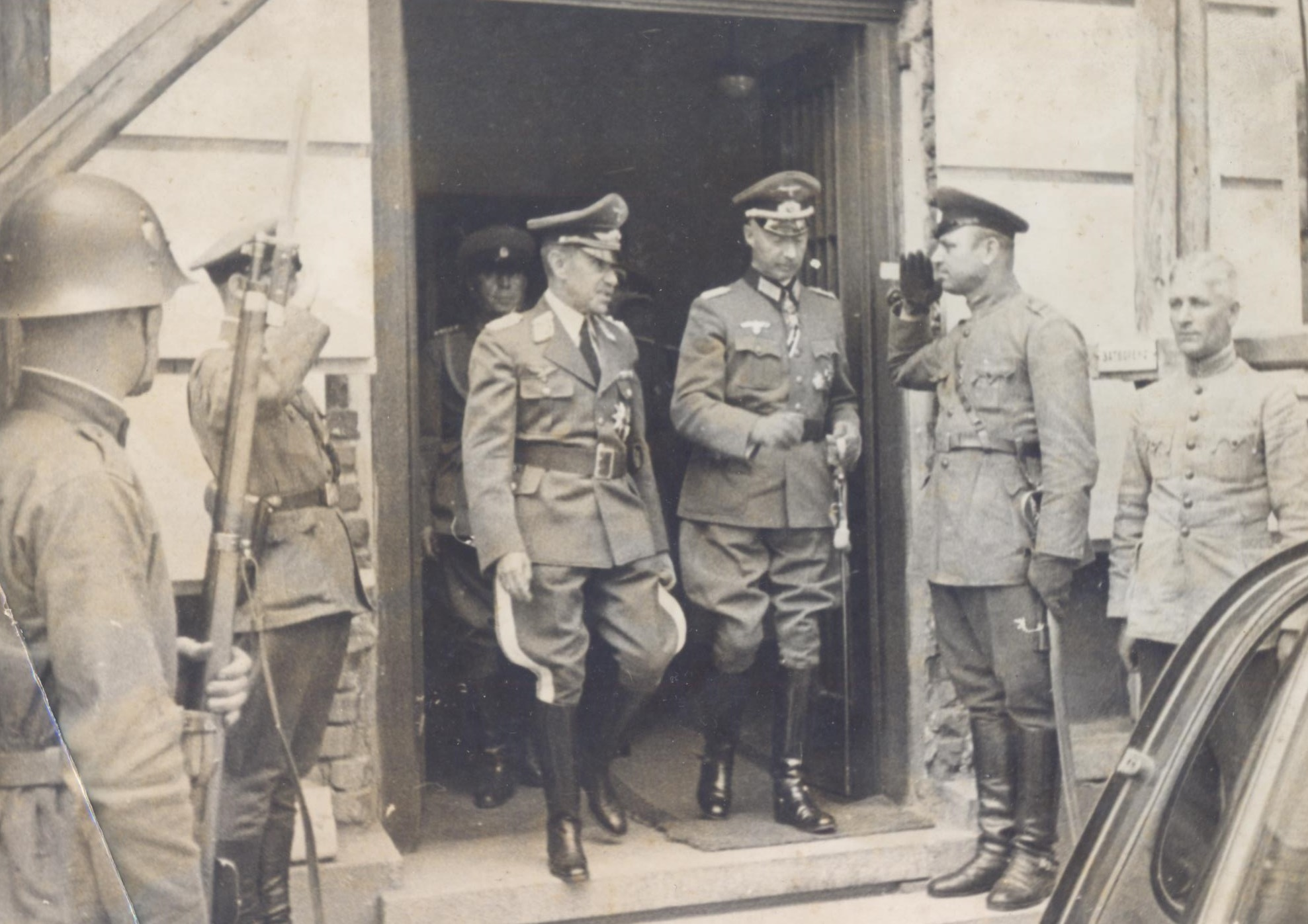
1939년 불가리아 주둔 독일 국방군 장교.

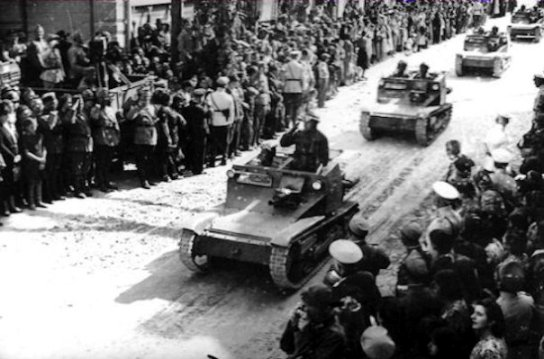
1940년 크라이오바 조약으로 불가리아로 합병된 남도브루자 지역으로 불가리아군 전차가 진주하는 모습

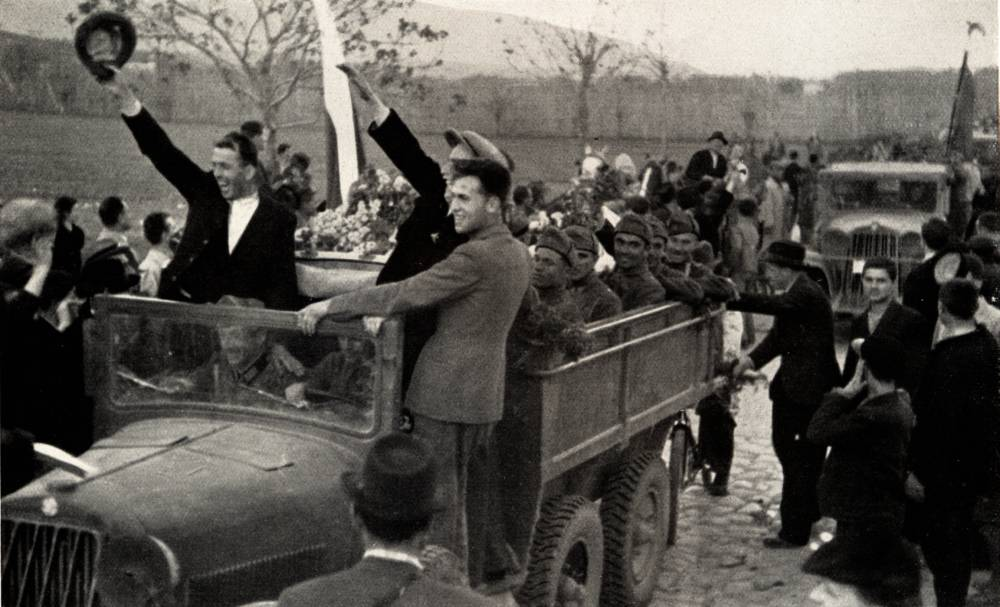
남유고슬라비아(바르다르 마케도니아)를 침공하는 불가리아군, 1941년 4월.

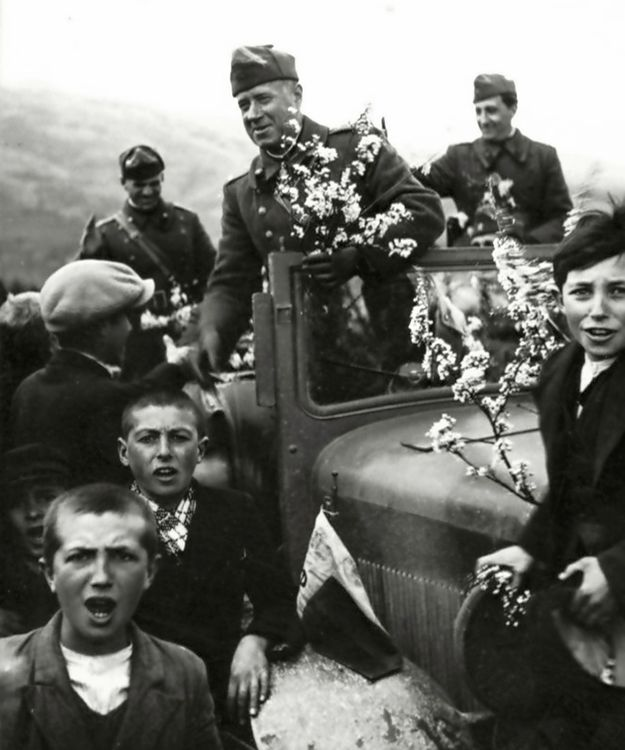
세르비아 동부를 침공하는 불가리아군(서부 아웃랜드), 1941년 4월.

나치 독일의 동맹국이었던 불가리아는 홀로코스트에도 가담하여 그리스와 유고슬라비아 점령지에서 유대인 11,343명을 학살했다. 전쟁에서 48,000명의 유대인이 살아남았으나 계속 차별받았다. 하지만 전쟁 기간 불가리아는 본토 지역에서는 유대인을 추방하지 않았다. 불가리아는 보그단 필로프, 도브리 보질로프, 이반 바그랴노프 등 친독 전시내각을 꾸렸다. 1944년 9월 초 콘스탄틴 무라비에프 총리가 연합국 참여를 선포했다가 일주일 후 쿠데타를 일으켰고, 이후 키몬 게오르기에프 내각이 친소 정책을 펼쳤다.

## 중립국 시기 (1939년 9월~1941년 3월 1일)

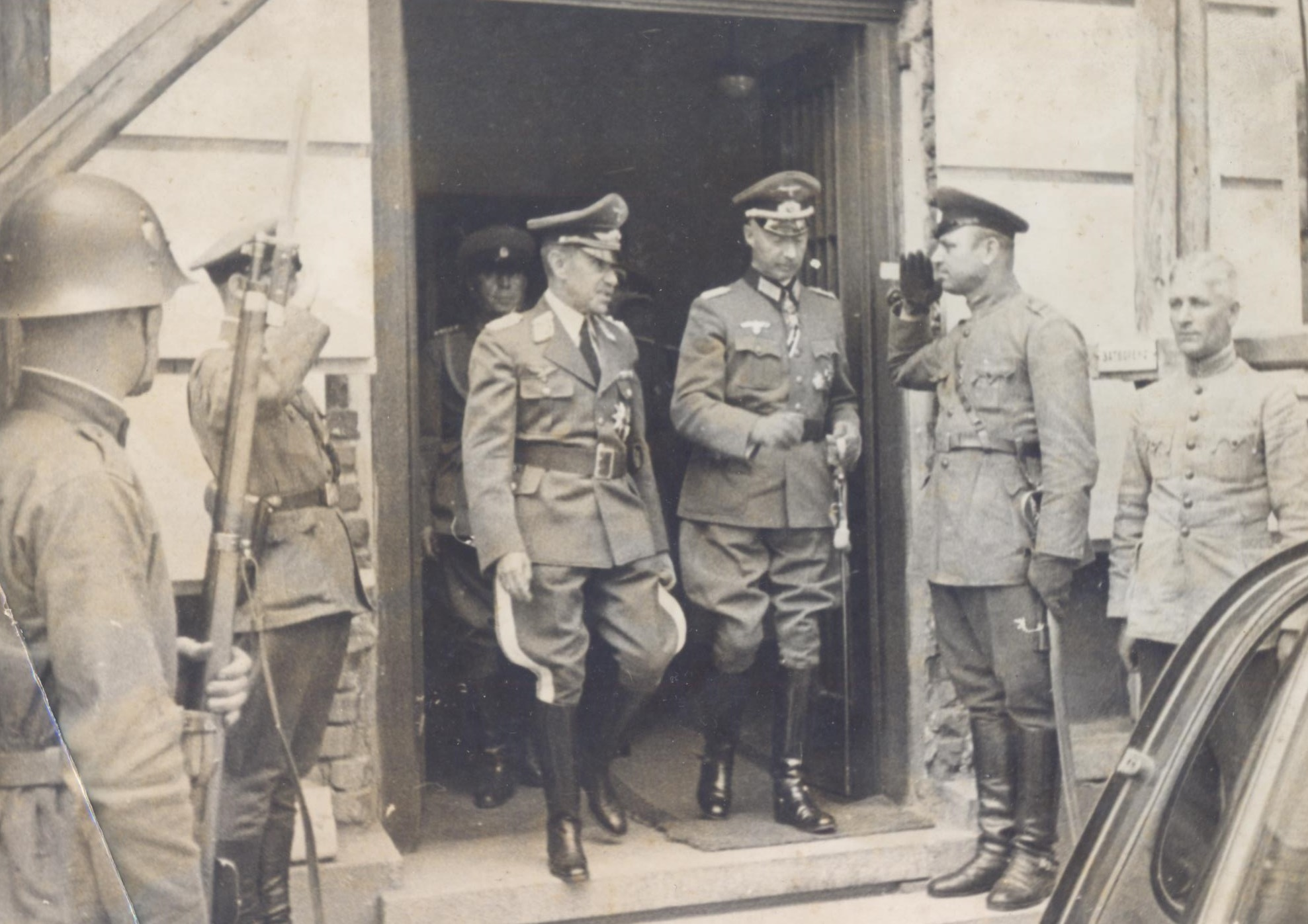
불가리아의 독일 국방군 파견장교의 모습

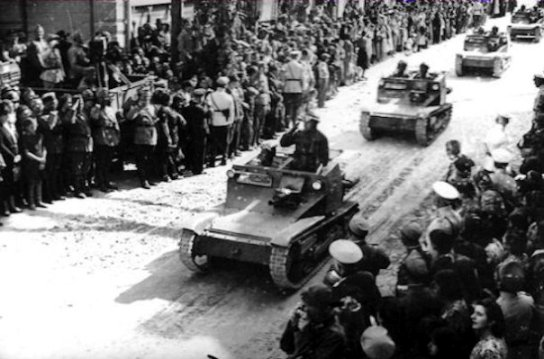
1940년 크라이오바 조약으로 불가리아로 합병된 남도브루자 지역으로 불가리아군 전차가 진주하는 모습

게오르기 쿄세이바노프 총리 하의 불가리아 왕국은 제2차 세계 대전 발발과 동시에 중립국임을 선언했다. 불가리아는 종전까지 이를 준수하기로 결심했지만, 불가리아 내에서는 제2차 발칸 전쟁과 제1차 세계 대전으로 잃은 영토를 다시 회복하고 주변 국가 중 불가리아인 인구가 많은 지역을 확보하기 위한 무혈 영토 확장을 희망했다. 불가리아는 1918년 제1차 세계 대전의 패전국 중 유일하게 1939년까지 영토를 단 하나도 확장하지 못한 국가였다. 하지만 발칸반도에서 불가리아의 지정학적 위치 상 제2차 세계 대전 중 양 진영이 강력하게 압박을 가해 올 것이 분명했다. 튀르키예와는 불가침 조약을 맺었다. 이를 통해 불가리아의 영토 회복은 전쟁에 직접 참여하지 않더라도 다른 영토 문제 해결을 통해 가능할 수 있다는 불가리아의 희망을 더했다.
1939년 8월 독일-소련 불가침 조약의 잠재적 수혜국이었던 불가리아는 반유대주의법을 입법하는 모습을 보여 나치 독일의 호감을 얻기 위해 타국과 경쟁했다. 불가리아는 1939년 기준 전체 무역의 65%를 독일이 차지할 정도로 독일에 경제적으로 의존했고, 군사적으로도 무기 거래가 독일에 묶여 있었다. 불가리아의 극단적 민족주의자들은 1878년 산스테파노 조약 시기 확장된 국경으로 돌아가기 위해 로비했다. 불가리아 장교단은 주로 친독계였지만 나머지 민간인은 주로 친러였다. 1940년 8월 있었던 제2차 빈 중재의 결정으로 1940년 9월 7일에는 1913년 부쿠레슈티 조약을 통해 루마니아 왕국 영토로 넘어갔던 남도브루자 지역을 독일의 압력으로 크라이오바 조약을 통해 공식적으로 불가리아로 다시 반환했다. 1940년 11월 21일에는 불가리아에 시민권법이 제정되어 약 500명의 유대인을 포함한 합병한 영토 내 롬인, 그리스인, 튀르키예인, 루마니아인 등의 국적이 불가리아인으로 바뀌었다. 불가리아는 1916년~1918년 일시 점령 시기 이후 다시 남도브루자를 점령했다.
1940년 10월에는 불가리아 국가보호법이 의회에 제출되었다. 의회는 11월 15일, 19일, 20일에 법안을 검토하며 1940년 겨울까지 법안 입법화에 진전을 이뤘다. 법안 토의가 1940년 12월 20일 2차 표결이 있기 일주일 전인 12월 14일 영국이 위임통치하는 팔레스타인 위임통치령으로 향하던 불가리아 유대인 및 기타 유대인 난민 326명을 태운 선박 살바도르호가 마르마라해에서 침몰해 230명이 사망하는 사고가 발생했다. 한편 국회 재석 160석 중 과반인 115~121명의 의원이 정부안에 찬성했다. 의회는 1940년 크리스마스 이브에 이 법안을 비준했다. 이듬해인 1941년 1월 15일 차르 보리스 3세가 재가했으며 1941년 1월 23일 관보에 실렸다. 이 법안에서 유대인은 '법대로' 불가리아 시민권을 가지는 것이 금지되었다. 또한 법안 제2조에서는 유대인의 정의, 신분 확인, 분리, 경제적/사회적 격리조치를 명령했다. 이 법안은 1940년 10월 내무장관이자 전 라트니치(불가리아 진보를 위한 전사 연합) 당수인 페터르 가브로프스키가 의회에 제안했다. 가브로프스키의 제자이자 라트니치 소속이었던 정부 변호사인 알렉산더르 벨레프는 1935년 독일의 뉘른베르크법을 연구하기 위해 파견해 초안 작성에 긴밀히 관여했다. 뉘른베르크법을 선례로 한 국가보호법은 유대인과 프리메이슨 및 불가리아의 국가안보에 '위협적'이라고 간주되는 조직을 표적으로 한다.
국가보호법에서는 외국인 유대인에 대한 제한도 도입했다. 1938년 말에서 1939년 초 불가리아 경찰과 내무부는 이미 중부유럽에서 일어나는 박해를 피해 온 유대인 난민의 입국 거부를 점점 더 늘리고 있었다. 소피아 주재 영국 대사관의 질의에 외무부는 1939년 4월부터 독일, 루마니아, 폴란드, 이탈리아, 체코슬로바키아(와 이후 헝가리)에 남은 유대인은 입국, 경유, 통과비자를 받기 위해선 외무부 동의가 있어야 한다는 정책을 확인시켰다. 그럼에도 불가리아 외교관이 해외 유대인에게 발급한 비자는 최소 430개(이후 대략 1천개 이상으로 추정)였으며 이 중 1941년 불가리아엔 4천명에 달했다. 1941년 4월 1일 불가리아 경찰청은 불가리아가 "해외 요인으로부터 자유로워진다는" 목적으로 대부분 미성년자인 유대인 난민 302명을 중부유럽에서 출국하도록 허용했다. 1941년 4월 이후 국가보호법의 관할권은 불가리아의 전쟁 이전 국경을 넘어 불가리아가 영유권을 주장하고 점령한 그리스 왕국 및 유고슬라비아 왕국 영토로 확대되었다.
불가리아는 1939년 11월 몰로토프-리벤트로프 회담에서 소련의 영향권 일원으로 거론되었으며 발칸반도 전쟁에 대영제국이 개입하고 히틀러의 소련 침공 계획이 진행되면서 불가리아의 위상이 높아졌다. 보리스 차르에게 추축국에 가입하라는 압력이 늘어나 흔들려 정부는 가입을 약속했으나 정확히 언제 가입할지 날짜는 정하지 않았다. 마리타 작전 계획에서 독일은 불가리아를 통해 그리스를 침공하기로 계획했다. 보그단 필로프는 3월 초 삼국 동맹 조약에 서명하기 위해 빈으로 떠났다.

## 추축국 시기 (1941년 3월 1일~1944년 9월 8일)
이탈리아의 그리스 침공이 실패한 후 나치 독일은 이탈리아 지원을 위해 불가리아에게 삼국 동맹 조약에 가입하고 독일군이 불가리아를 통과해 그리스를 공격할 수 있도록 허용해 달라고 요구했다. 불가리아의 총리는 1941년 3월 1일 동맹 조약에 서명했고 독일군은 같은 날 다뉴브강을 건너 불가리아로 들어오기 시작했다. 독일의 침공 가능성 위협과 그리스와 유고슬라비아 영토 할양 약속으로 차르와 그 내각은 1941년 3월 1일 삼국 동맹 조약에 서명했다. 보리스 3세 차르와 보그단 필로프 총리는 아돌프 히틀러의 열렬한 추종자로 알려져 있었다. 독일-소련 불가침 조약 하에 소련과도 불가침 조약을 맺었기 때문에, 이 결정에 대한 대중적인 반대는 거의 없었고, 며칠 뒤 의회에서 박수갈채를 받으며 승인되었다.

### 서트라키아, 마케도니아 대부분 및 포모라블레 일부 합병

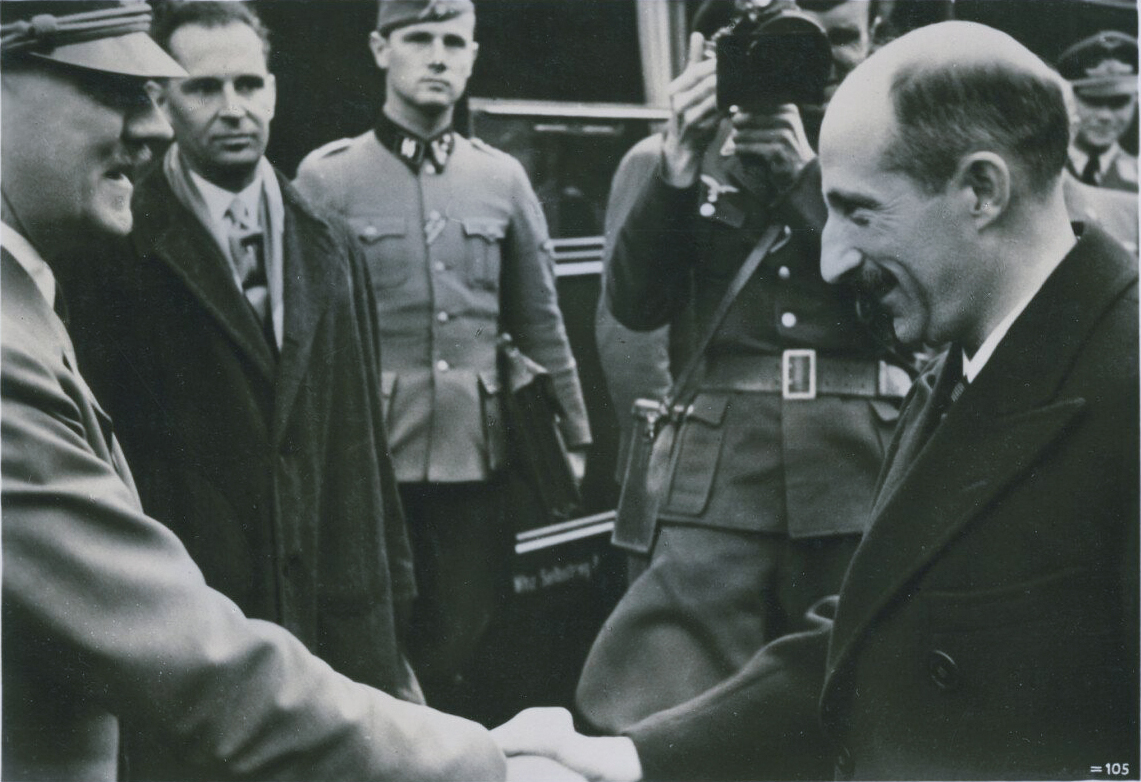
1941년 4월 25일 유고슬라비아 왕국이 함락된 이후 아돌프 히틀러가 불가리아의 보리스 3세 국왕을 군사령부에서 만난 모습

1941년 4월 6일 불가리아는 추축국에 가담했음에도 유고슬라비아 침공이나 그리스 공방전에 가담하진 않았고 대신 각국의 항복 직후 미리 항복한 영토를 점령할 준비가 되었다. 유고슬라비아 정부는 4월 17일 항복했고 4월 19일 불가리아 육군이 유고슬라비아 내로 진입했다. 그리스 정부는 4월 30일 항복했고 같은 날 불가리아가 점령하기 시작했다. 불가리아가 마라타 작전과 추축국의 그리스 정복에 있어 기여는 매우 작아 불가리아와 독일 국방군 사단이 침공 당시 좌측방을 지켰다. 그리스와 유고슬라비아가 항복한 후 불가리아 제2군과 제5군 산하 사단이 독일군에 대한 압력을 완화하기 위해 트라키아와 마케도니아에 배치되었다. 보리스 3세가 한 말에 따르면 불가리아는 "독일이 점령한 영토의 질서와 안녕을 유지하기 위해" 마케도니아와 트라키아를 점령했다고 밝혔다. 잃어버린 영토를 복구한다는 민족통일주의를 사실상 이뤄낸 보리스 국왕을 불가리아인을 "통일왕"이라고 칭했다.
불가리아는 유고슬라비아 마케도니아 대부분, 포모라블레, 동마케도니아와 서트라키아 등 이미 독일군이 점령했으며 1918년 불가리아가 연합국에게 패배하여 할앙댱한 영토를 점령했다. 또한 불가리아는 스트루마강과 마리차강 서부 알렉산드루폴리와 스빌렌그라드를 잇는 경계선 사이 영토를 점령했다. 이 점령 지역에는 그리스의 알렉산드루폴리(불가리아어명 데데아가치), 코모티니, 세레스, 크산티, 드라마, 카발라, 타소스섬, 사모트라키섬과 유고슬라비아의 현 북마케도니아 대부분과 세르비아 동남부 영역이 포함된다.
마케도니아 지역에서는 초기에는 대다수 주민들이 유고슬라비아의 세르비아화로부터 벗어날 수 있다는 기대감에 불가리아와 통합을 환영했으며, 친불가리아 정서가 여전히 지배적이었다. 1918년 이후 1,700개 이상의 불가리아 교회와 수도원이 세르비아 또는 그리스 정교회로 바뀌었고, 약 1,450개의 불가리아 학교가 문을 닫았다. 불가리아어는 공공 생활에서 금지되었다. 불가리아화는 독일이 불가리아가 이 지역을 계속 보유할지 명확히 밝히지 않았고, 국제 조약도 불가리아의 영토 주장을 인정하지 않았으므로, 예상되는 추축국 승리 이후 불가리아의 이 지역 주장을 강화하는 데 필요하다고 간주되었다. 즉, "전쟁이 끝날 때까지 해당 지역의 불가리아적 특성이 논란의 여지가 없어야" 했다. 이에 따라 스코페에는 보리스 3세의 이름을 딴 마케도니아 최초의 대학이 설립되었고, 1941년부터 1944년 사이에 800개 이상의 새 학교가 지어졌으며, 마케도니아 학교는 불가리아 교육 시스템에 통합되었고, 마케도니아어 교사는 불가리아어로 재교육을 받았다.
불가리아 정교회는 불가리아가 지배하는 마케도니아를 불가리아 관할구에 통합하려고 시도했다. "민족 재통일"이 모든 불가리아 공동체를 대표하는 복원된 불가리아 총대주교국으로 이어지기를 바랐지만, 차르 보리스는 왕국 내 새로운 권력 기반을 경계하여 이 계획에 반대했다. 부활절에 스코페 대성당에서 불가리아 성직자가 미사를 집전했다. 은퇴한 사제도 마케도니아 교구에서 설교하도록 장려되었다. 소피아 정부는 현지 후보자보다 관할구에 충성하는 불가리아 주교들을 마케도니아 교구에 임명하는 것을 선호했는데, 이 정책은 마케도니아인과 현지 불가리아인 모두를 실망시켰다. 1944년경에는 소피아 정부가 점령 전 베오그라드 정부만큼이나 마케도니아에서 인기가 없었는데, 각 정부가 과도한 중앙집권화로 마케도니아인을 멀어지게 했기 때문이다.
트라키아에서는 더 많은 반대에 부딪혔다. 1941년 6월 독일-튀르키예 우호 조약 이전에는 독일이 불가리아의 확장에 대해 튀르키예를 자극할 것을 우려하여 불가리아 민간 행정을 허용하지 않았다. 1941년 8월까지는 별도의 그리스, 독일, 불가리아 점령 지역이 유지되었다. 이후 이 지역의 튀르키예인 주민에게 이주 압력이 가해졌다. 그리스-튀르키예 인구 교환으로 서트라키아의 인구 구성이 바뀌었고, 1921년에는 동트라키아에서 많은 그리스인이 이주하고 많은 튀르키예인이 떠났다. 대부분의 마을은 교육과 종교 전반에 걸친 불가리아화 정책의 일환으로 불가리아 교회의 네브로코프 교구에 할당되었다. 1941년 9월에 불가리아 교육 시스템이 도입되었고, 1942년 말에는 순수하게 불가리아 민족을 위한 새 초등학교 200개와 김나지움 34개가 설립되었다. 튀르키예인과 그리스인에게는 별도의 학교가 있었고, 무슬림 교사의 항의에도 불구하고 포마크 어린이는 정교회 신앙을 기반으로 조직된 불가리아 학교로 보내졌다. 또한 1941년 9월 28~29일 밤에 불가리아 통치에 반대하는 드라마 봉기가 진압되어 약 1,600명이 사망했다.
불가리아 정부는 트라키아에서 1918년 이후 그리스에 할양된 영토(뇌이 조약)에 도착한 그리스 민족을 제거하고, 그 당시에는 불가리아인들이 인구학적 다수였던 상태를 되찾기를 희망했다. 불가리아화는 1941년 6월 새로운 국내 이주 및 통합법, 1942년 2월 불가리아 정착민의 정착을 용이하게 하기 위해 설립된 새로운 토지 관리국, 그리고 남부 마케도니아의 불가리아 민족에게 트라키아를 떠나는 그리스인을 대체하도록 장려하는 인센티브로 인해 가속화되었다. 또한 농민을 돕기 위해 설립된 협동조합 은행에서도 불가리아인에게 편향된 대출이 이루어졌다. 1942년 3월까지 트라키아로 이주한 불가리아인에게 발급된 재정착 허가증은 18,925개에 달했다. 1942년 이후 연합군의 승리와 그리스, 튀르키예의 보복 위협으로 트라키아로 이주하는 불가리아인의 수는 감소했다. 불가리아 본토에서 식량이 공급되었기 때문에 불가리아 점령 하의 서트라키아는 그리스의 독일 및 이탈리아 점령 지역을 강타한 대기근을 피할 수 있었다. 비록 트라키아는 불가리아나 그리스의 다른 지역보다 덜 개발되었음에도 그러했다.
새로 합병된 남도브루자 주민에게는 출생지주의에 따라 불가리아 시민권이 부여되었지만, 불가리아 국가보호법은 이후 점령된 영토의 유대인에게 시민권을 부여하는 것을 금지했으며, 1942년까지는 주민의 신분을 결정하기 위한 어떠한 조치도 취해지지 않았다. 유대인에게는 비유대인과 다른 색깔의 신분증이 발급되었다. 1942년 6월 10일 발표된 법령(Nerada za podantstvo v osvobodenite prez 1941 godina zemi)은 "해방된" 영토의 유대인 거주자가 불가리아 시민권을 얻을 자격이 없음을 확인했다. 이는 사실상 그들을 무국적으로 만들었다.

### 세르비아의 대부분 지역 점령

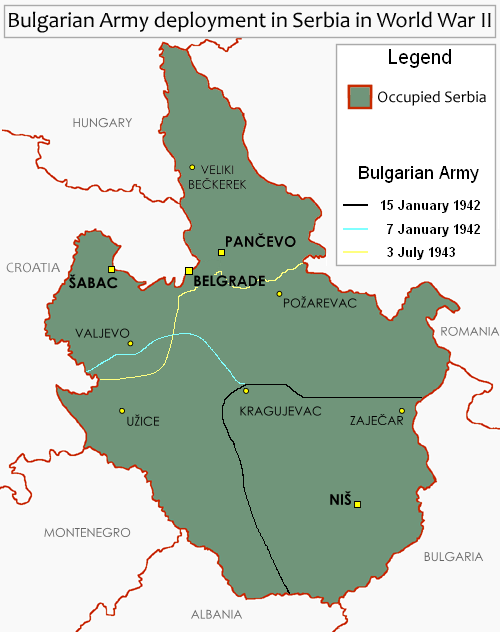
제2차 세계 대전 중 불가리아군의 세르비아 점령지 배치

세르비아 구국정부에서 철도, 고속도로 및 기타 기반 시설을 확보하기 위해 독일군은 점령지 내 넓은 지역에 불가리아 점령군을 배치하기 시작했지만 이 병력은 독일군의 지휘 및 통제 하에 있었다. 이는 세 단계로 진행되었으며, 불가리아 제1점령군단은 1941년 12월 31일 세 개 사단을 이끌고 점령지로 이동했다. 이 군단은 초기에는 전체 영토(바나트 제외)의 약 40%를 담당했으며, 서쪽으로는 코소프스카미트로비차와 크랄레보 사이의 이바르강, 크랄레보와 차차크 사이의 모라바강 서부, 차차크에서 크라구예바츠를 거쳐 불가리아 국경까지 이어지는 선으로 경계가 설정되었다. 따라서 그들은 베오그라드-니시-소피아 및 니시-스코페 철도 노선과 주요 베오그라드-니시-스코페 고속도로의 상당 부분을 담당했다.
1943년 1월, 불가리아 점령 지역은 이바르강 서쪽과 차차크에서 점령된 몬테네그로 및 크로아티아 독립국 국경까지 서쪽으로 확장되었다. 이는 이 지역을 겨울 동안 주둔하고 있던 제7SS의용산악사단 프린츠 오이겐을 해방시켜 크로아티아 독립국으로 배치하고 백색 작전에 참여하도록 했다. 세르비아와 바나트 출신 폴크스도이체(독일계 주민)의 많은 구성원들이 제7SS의용산악사단 프린츠 오이겐에 복무하고 있었다. 이 사단은 보스니아 헤르체고비나 주민들에 대한 전쟁 범죄에 책임이 있었다.
1943년 7월, 불가리아 점령 지역은 북쪽으로 확장되었으며, 제4사단인 제25사단이 제297보병사단으로부터 나머지 영토(바나트 제외)의 통제권을 인수받았는데, 이 지역은 크로아티아 독립국과 국경을 접하지 않았다. 이 시점부터 독일군은 베오그라드 인근 지역, 크로아티아 독립국과 국경을 접하는 영토의 북서부 지역, 그리고 바나트만을 직접 점령했다.

### 국제 정세

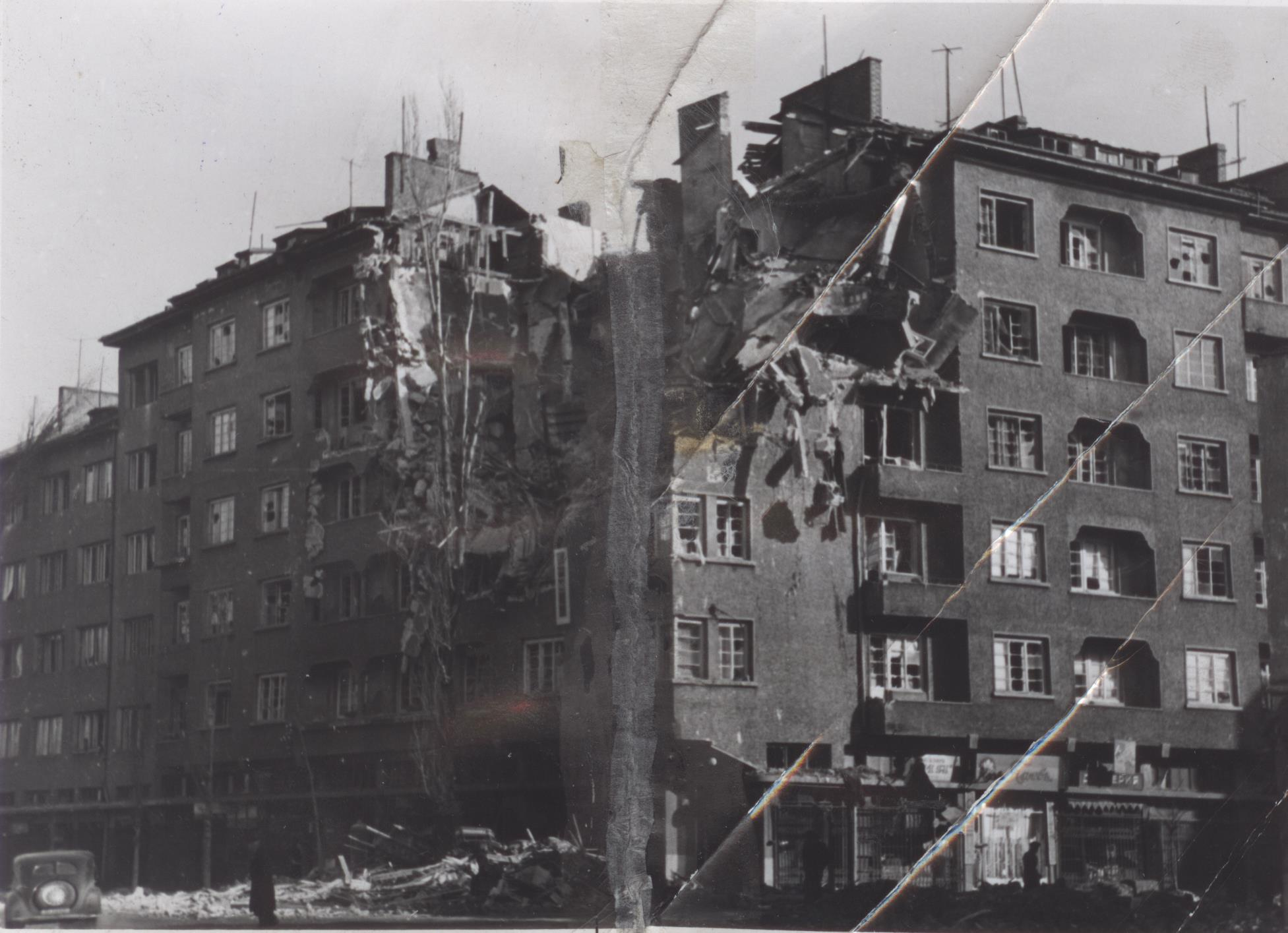
1944년 소피아 공습으로 파괴된 소피아 시가지의 모습.

불가리아는 1941년 6월 22일 시작된 독일의 소련 침공에 참여하지 않았고, 소련에 선전포고하지도 않았다. 불가리아 선전부는 이오시프 스탈린 비판을 자제했다. 보리스 차르의 개인 비서는 불가리아의 전략이 "비교적 중요하지 않은 많은 양보를 함으로써 독일을 회유하는 것"이었다고 기록했다. 보리스 차르의 입장은 불가리아군이 적절히 장비되지 않았고, 옛 러시아 동맹국을 상대로 멀리 떨어진 곳에서 효과적으로 싸울 수 없는 징집병으로 구성되어 붉은 군대에 맞설 만큼 충분히 현대화되지 않았다는 것이었다. 또한 불가리아군은 튀르키예나 그리스에 연합군이 상륙할 경우 추축국에 대한 잠재적 위협을 저지하기 위해 배치되었다. 보리스는 독일의 압력에도 불구하고 불가리아 병사나 자원병이 소련과의 싸움에 참여하는 것을 거부했다. 해군의 참여는 흑해에서 추축국 호송선을 호위하는 데 국한되었다. 그러나 양측의 공식적인 선전포고가 없었음에도 불구하고 불가리아 해군은 불가리아 선박을 공격한 소련 흑해 함대와의 여러 차례 교전에 연루되었다. 이 외에도 발칸반도에 주둔한 불가리아군은 다양한 반추축국 저항 단체 및 파르티잔 운동과 전투를 벌였다. 또한 1941년과 1942년에 불가리아 정부는 점령된 소련에 고위 장교 여러 대표단을 파견했으며, 이 작전에서 중요한 역할을 한 사람은 불가리아군 참모총장인 콘스탄틴 루드비크 루카시 중장이었다. 그는 1941년 11월~12월의 가장 중요한 출장에서 일기를 기록했다. 본질적으로 상징적인 제스처였지만, 이 고위 장교들의 방문은 정보 전달 채널을 제공했으며, 무엇보다도 불가리아가 히틀러와 추축국에 "투자"했음을 보여주었다.
1941년 3월 5일 마리타 작전이 시작된 후 영국은 불가리아와 외교 관계를 단절했고, 4월에는 영국 왕립 공군이 불가리아 영토에 폭격 작전을 수행했지만 이때는 어느 쪽도 전쟁을 선포하지 않았다. 추축국에 대한 지지를 표명하라는 압력 속에서 불가리아 정부는 1941년 12월 13일 영국과 미국에 선전포고하는 결의안을 통과시켰다(독일과 이탈리아가 미국에 선전포고한 지 이틀 후였다). 비록 순전히 상징적인 또는 "명목상의" 행동으로 묘사되었지만(불가리아는 동시에 연합군 목표물에 대해 군사력을 전개하지 않았으므로), 이 결정은 1943년 말부터 소피아와 다른 불가리아 도시들이 연합군 항공기의 폭격을 받게 되는 결과를 초래했다. 불가리아군은 불가리아 영공을 통과하여 루마니아 유전을 공격하는 일부 연합군 항공기를 격추할 수 있었다. 첫 번째는 1943년 8월 1일 플로이에슈티에 대한 타이달 웨이브 작전 공습의 귀환 비행 중이었는데, 이는 유전 전역의 일부였다. 불가리아 상공을 통해 북아프리카의 공군 기지로 돌아가던 폭격기는 불가리아 공군 전투기에 요격되었고, 지상에 살아남은 항공 승무원은 1929년 포로에 관한 제네바 협약에 따라 포로로 수감되었다. 대부분의 포로는 미국 육군 항공대와 영국 왕립 공군 소속이었으며, 소수의 캐나다, 호주, 네덜란드, 그리스, 유고슬라비아 공군 병사들도 1943년 11월 25일에 불가리아군 슈멘 주둔군 통제 하에 개설된 포로수용소에 수감되었고 중위 계급의 장교가 지휘했다. 격추된 항공 승무원은 보통 현지에서 붙잡혀 수감되었고, 소피아의 감옥에서 심문받은 후 슈멘 포로수용소로 옮겨졌다. 한 미국 항공병은 공산주의 파르티잔을 통해 현지 감옥에서 해방되었고, 이후 그들과 함께 숨어 다녔다. 연합군 포로는 결국 슈멘에서 10개월 동안 수감되었다. 소수의 소련 포로는 불가리아에 거주하는 100명 이상의 소련 시민과 함께 경찰청 국가보안부(DPODS) 산하의 스베티 키리 수용소에 수감되었다.
1941년 6월 독일이 소련을 침공하자 지하 불가리아 공산당은 게릴라 운동을 시작했지만, 정부에 의해 심하게 진압되었다. 바르바로사 작전이 소련을 격파하는 데 실패하고 미국이 연합군에 합류하면서 추축국이 전쟁에서 패할 가능성이 보였다. 1942년 8월, 공산당, 즈베노 운동, 몇몇 다른 단체가 친독 정부에 저항하기 위해 조국전선을 결성했다. 파르티잔 부대들은 서부와 남부 불가리아의 산악 지역에서 특히 활발하게 활동했다.
1943년 8월 독일 방문 2주 후, 불가리아의 보리스 3세 차르는 49세의 나이로 8월 28일 갑자기 사망했다. 독살설이 제기되기도 했다. 히틀러와의 최근 회담이 원만하지 않았기 때문인데, 범인은 발견되지 않았다. 암살 동기는 명확하게 밝히기 어렵다. 독일, 소련, 영국 모두에게 큰 위험이 따르는 일이었고, 누가 보리스를 대신해 불가리아 국가의 중심에 설지 불확실했기 때문이다. 1990년대의 사후 부검 결과, 직접적인 사망 원인은 심장 왼쪽의 경색으로 밝혀졌다. 당시 소피아 주재 독일 무관인 칼 아우구스트 폰 셰네베크 대령의 일기에 따르면, 차르를 진료한 두 명의 독일 의사인 자이츠와 한스 에핑거 모두 보리스가 요안니스 메탁사스 그리스 총리의 사후 검사에서 에핑거 박사가 2년 전 발견했다고 주장한 것과 동일한 독극물로 사망했다고 믿었다. 그의 6살 된 아들 시메온 2세가 왕위를 계승했다. 시메온의 나이 때문에 보그단 필로프 총리가 이끄는 섭정 위원회가 설치되었고, 필로프는 9월 9일에 총리직을 사임했다. 1943년 9월 14일부터 새로운 총리가 된 도브리 보질로프는 대부분의 면에서 친독 성향을 보였다. 보리스는 불가리아를 전쟁에서 벗어나게 하려 노력하기 시작했고, 국내외에서 그의 권위를 이어받지 못한 섭정 위원회도 비슷한 계획을 세웠다. 보질로프는 베니토 무솔리니 정부의 운명을 두려워하여 서방 연합국과의 협상을 강화했다.

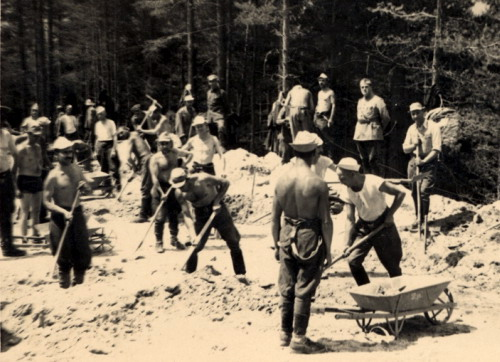
1941년 불가리아에서 강제노동을 하는 유대인 노동 대대원

1943년 11월 19일, 연합군의 불가리아 도시에 대한 첫 대규모 폭격이 이루어졌다. 추가 공습과 1944년 3월 30일 소피아에 대한 훨씬 더 강력한 공격 이후, 많은 주민들이 도시를 떠났다. 특수작전집행부 소속 소령 프랭크 톰프슨은 불가리아 저항군과의 접선을 위해 낙하산으로 침투했으나, 1944년 6월 간첩 행위 혐의로 체포되어 처형되었다.
1944년 4월 이후, 소련은 불가리아에 추축국과의 동맹을 포기하라는 압력을 강화했다. 불가리아는 추축국의 일원이었음에도 불구하고 소련과의 외교 관계를 유지하고 있었다.

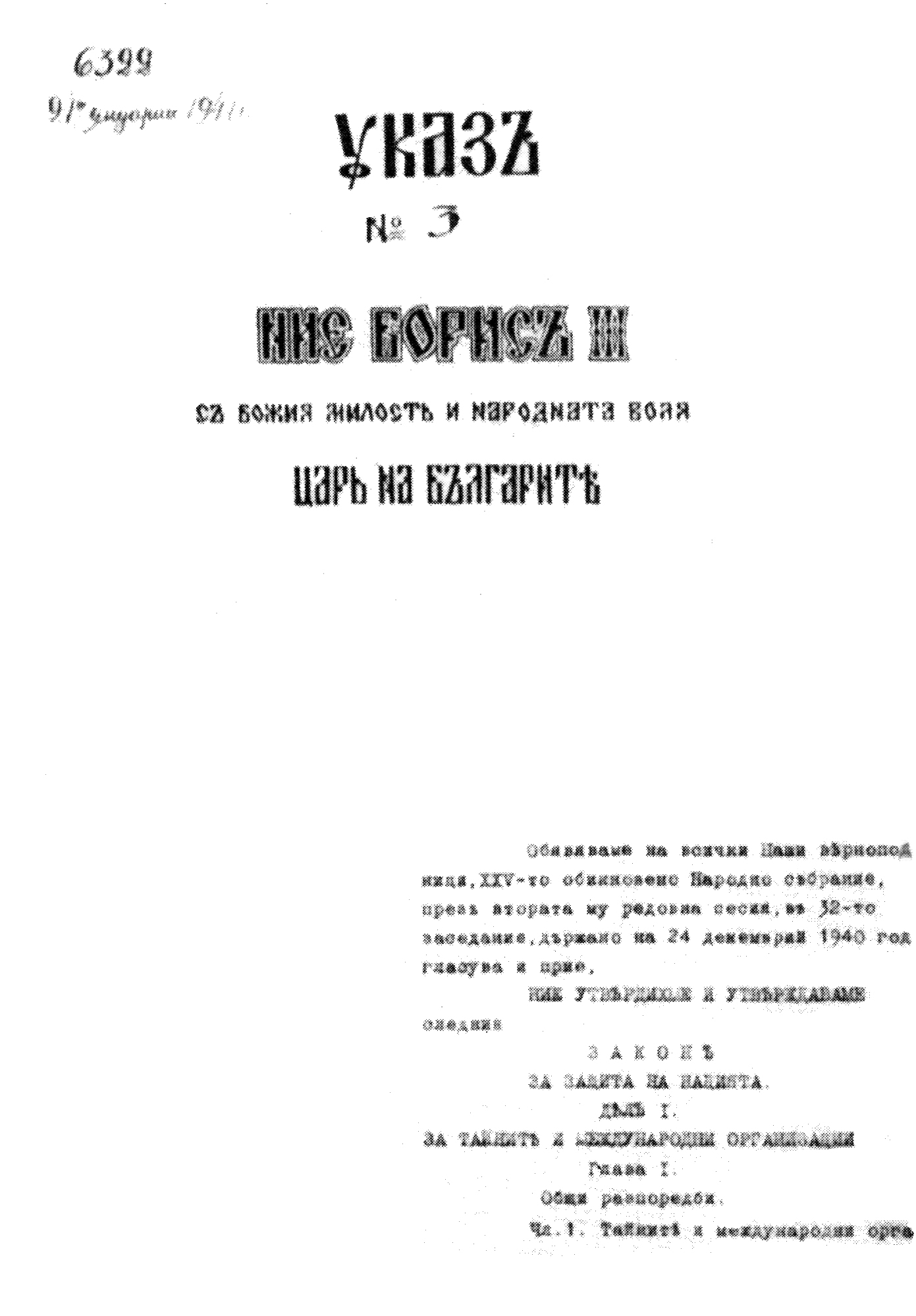
독일의 인종법을 기반으로 한 불가리아의 반유대주의 "국가보호법"

1944년 6월 1일, 필로프는 국내 반대파와 연합군을 달래기 위해 보질로프를 해고했다. 필로프는 마지못해 독일과의 동맹을 끝내야 한다고 결정했다. 이반 바그랴노프가 총리직을 인계받았다. 필로프는 발칸반도에 연합군이 상륙하면 불가리아가 트라키아와 마케도니아의 새로운 영토 손실 없이 연합군에 합류하고, 즉각적인 전향 이후 불가리아에 대한 독일의 점령을 피할 수 있을 것이라는 희망으로 시간을 끌려고 했다. 그러나 6월 6일 노르망디 상륙은 발칸반도에서 서방 연합군의 대규모 공세 가능성을 종식시켰다. 한편, 소련의 서진 공세는 빠르게 진행되었다. 또한 이 시기에 독일군이 그리스에서 철수하고 있었고, 불가리아는 서방 연합국에 대한 전략적 중요성을 잃었다.
바그랴노프는 서방에 동정적이었고, 소련군이 다뉴브강에 도달하기 전에 불가리아를 전쟁에서 벗어나게 하여 소련의 점령을 피하기를 바랐다. 8월 중순까지 미국의 외교적 압력과 국제 적십자 위원회의 수감자들의 고충을 상세히 다룬 보고서로 인해 슈멘 포로수용소의 상황이 개선되었다. 그 전까지 연합군 포로는 제한된 물만 허용되었고 영양실조에 시달렸다. 바그랴노프는 8월 17일에 전임자의 반유대주의 법안을 폐지했다. 그는 독일군의 존재가 연합군의 공격을 초래할 수 있다는 이유로 바르나에서 독일군 철수를 협상하는 데 성공했으며, 불가리아에 더 많은 독일군이 도착하는 것을 막았다.
하지만 그의 계획은 틀어졌다. 1944년 8월 20일, 소련군은 루마니아에서 추축국 방어선을 돌파하고 발칸반도와 불가리아에 접근했다. 8월 23일, 루마니아는 추축국을 탈퇴하고 독일에 선전포고했으며, 소련군이 자국 영토를 통과하여 불가리아에 도달할 수 있도록 허용했다. 8월 27일, 불가리아 정부는 중립을 선언했다. 바그랴노프는 독일군의 철수를 가속화하기 위해 8,000대의 철도 수송 차량을 독일에 넘겨주었다. 완전한 중립을 요구했던 조국전선은 이러한 지원을 비난했다. 같은 날 조국전선은 정부에 대한 무장 봉기를 선동하기로 결정했다.
8월 30일, 이오시프 스탈린은 소련이 더 이상 불가리아의 중립을 인정하지 않을 것이라고 선언했다. 불가리아가 독일에 선전포고하라는 소련의 압력은 거셌다. 바그랴노프는 소련에 불가리아 내의 외국군이 무장 해제될 것이라고 확신시켰고, 독일군에게 철수를 명령했으며, 도브루자에서 도착하는 독일군 병사를 무장 해제하기 시작했지만 독일에 선전포고함으로써 불가리아의 새로 선언된 중립을 위반하는 것을 거부했다. 그러나 이것으로는 충분하지 않았다. 9월 2일, 바그랴노프와 그의 정부는 콘스탄틴 무라비에프와 조국전선에 속하지 않은 야당 연합 정부로 교체되었다. 무라비에프는 처음에 독일과의 전쟁에 반대하며, 이는 소련의 불가리아 점령의 구실로 사용될 것이라고 주장했다. 정부에 대한 지지는 조국전선의 영향으로 철회되었는데, 조국전선은 이를 친나치 세력이 권력을 유지하려는 시도라고 비난했다. 9월 4일, 조국전선은 대규모 파업을 조직했다. 9월 5일, 무라비에프는 독일과의 외교 관계를 단절하기로 결정했지만 이반 마리노프 중장 국방부 장관의 요청으로 불가리아군이 점령된 마케도니아에서 철수할 수 있도록 이틀간 발표를 지연시켰다. 9월 7일 오후 모든 독일군이 불가리아를 떠났을 때 불가리아는 독일에 선전포고했지만, 같은 날 초 소련은 미국이나 영국과 상의 없이 "불가리아를 해방시키기 위해" 불가리아에 선전포고했다. 9월 8일, 불가리아는 전쟁의 주요 교전국인 독일, 영국, 미국, 소련 네 곳과 동시에 전쟁 중이었다.
소련군은 9월 8일 국경을 넘어섰다. 그들은 다음 날까지 불가리아 북동부와 주요 항구 도시인 바르나와 부르가스를 점령했다. 정부의 명령에 따라 불가리아군은 저항하지 않았다.

## 홀로코스트

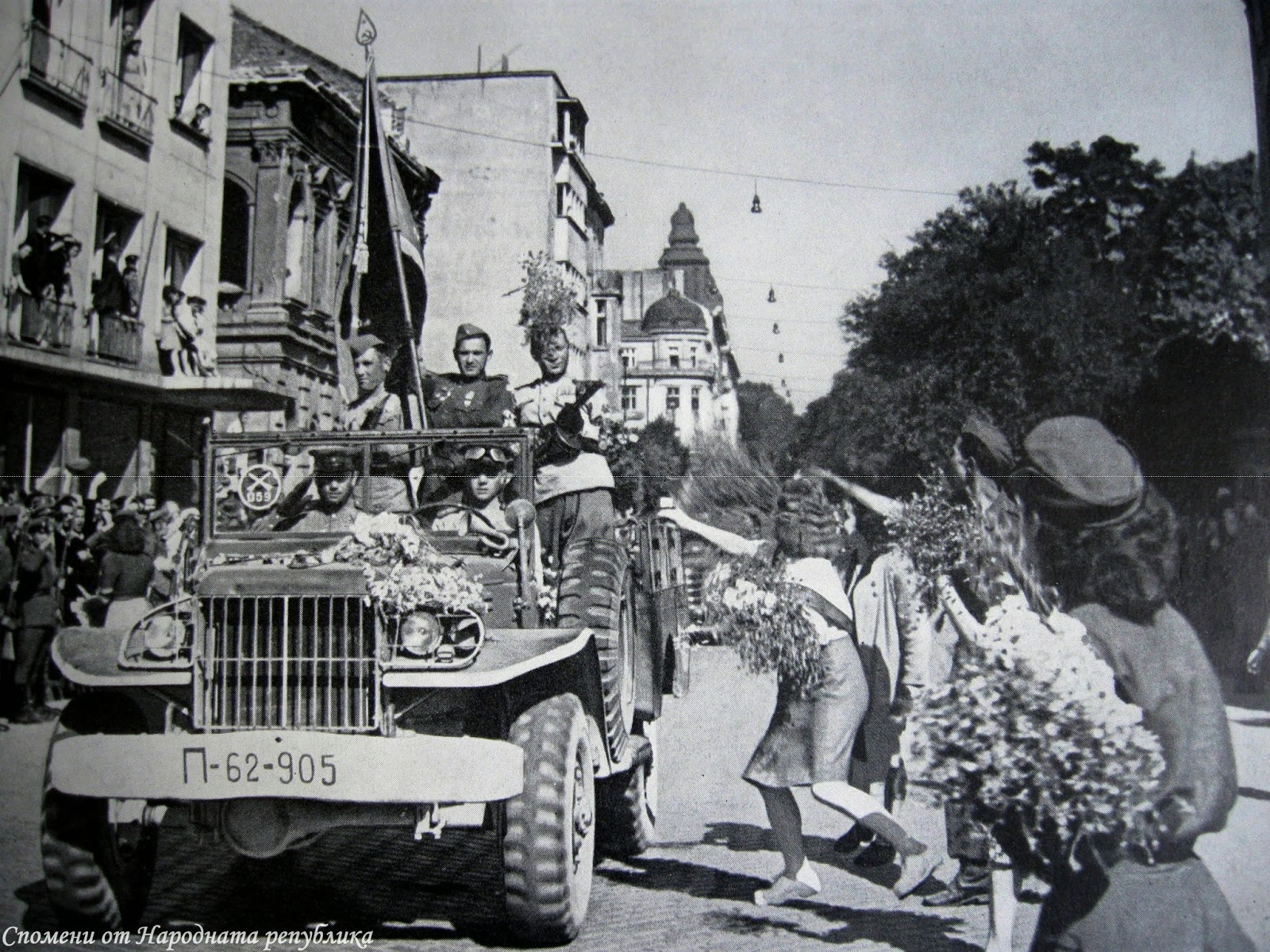
1944년 9월 불가리아 소피아의 소련군. 예브게니 할데이의 사진.

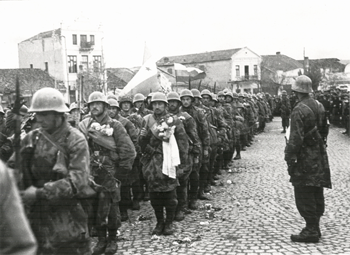
1944년 11월 마케도니아 쿠마노보에 진입하는 불가리아 공수부대.

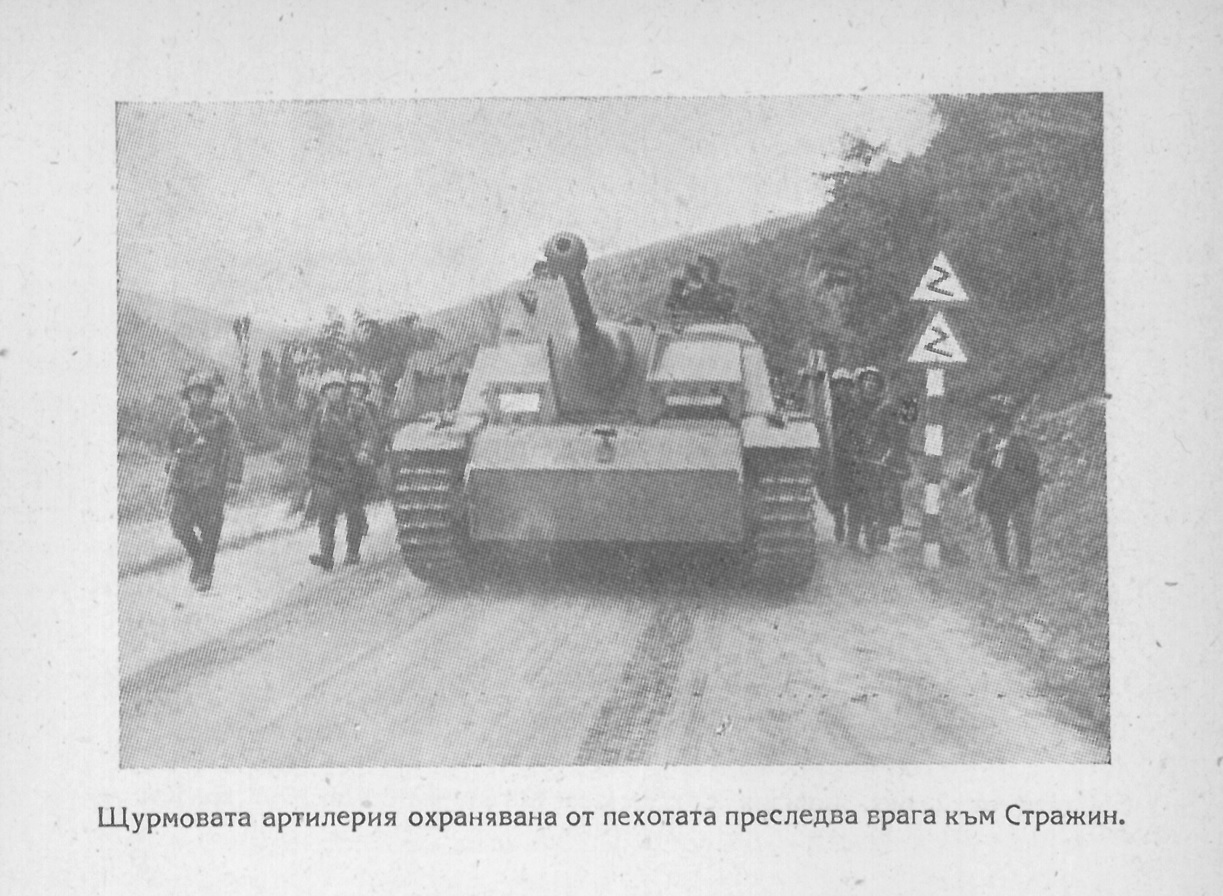
1944년 10월 마케도니아 (지역) 스트라진 능선으로 진격하는 불가리아군의 3호 돌격포와 지원 보병.

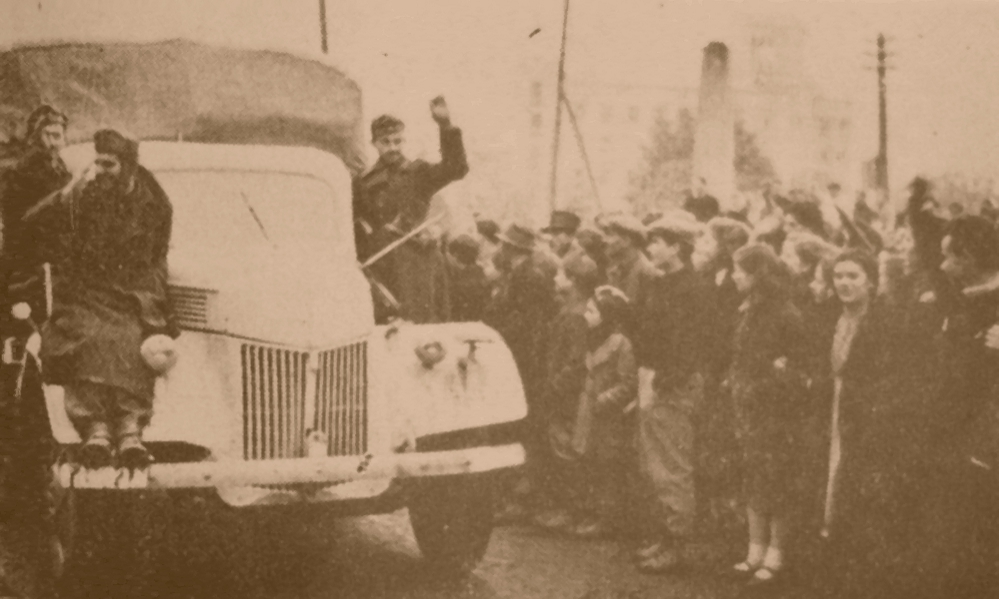
1944년 11월 14일 스코페에서 환영받는 불가리아군.

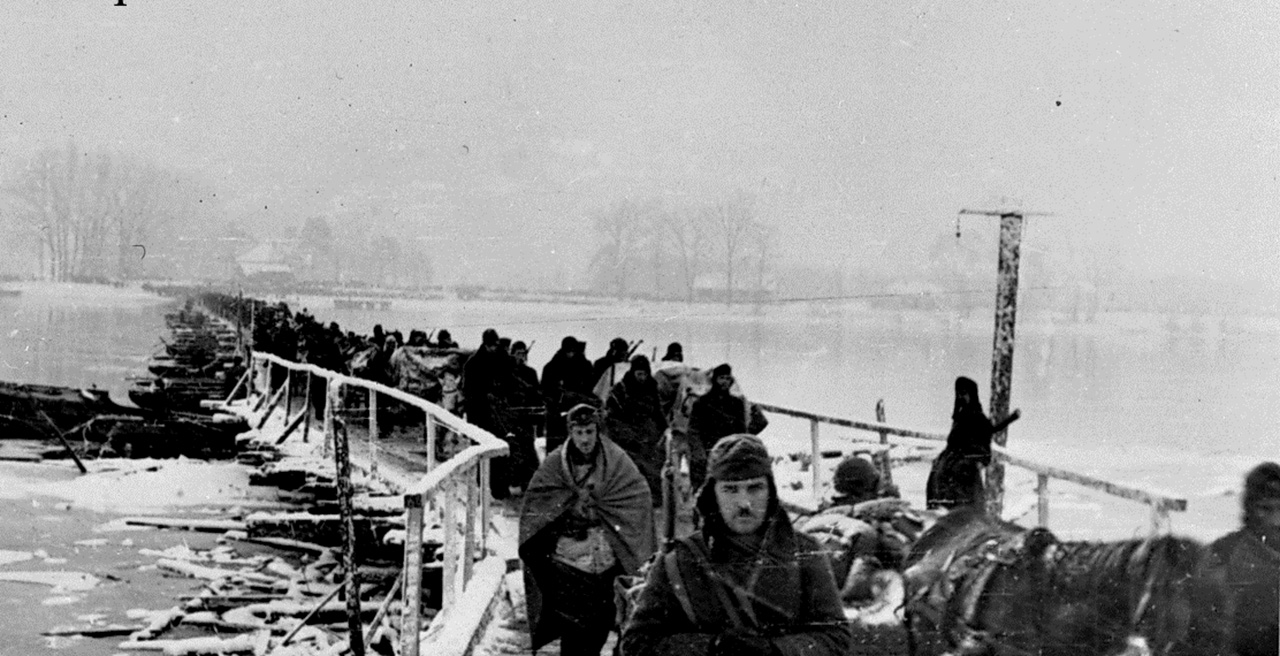
1945년 1월 보이보디나 베즈단 근처 다뉴브강을 건너는 불가리아군.

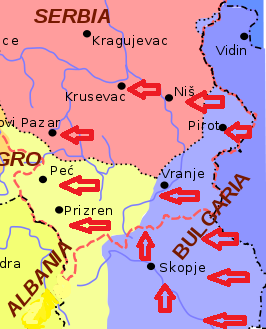
1944년 가을(10월~11월) 유고슬라비아에서 불가리아군의 공세 지도.

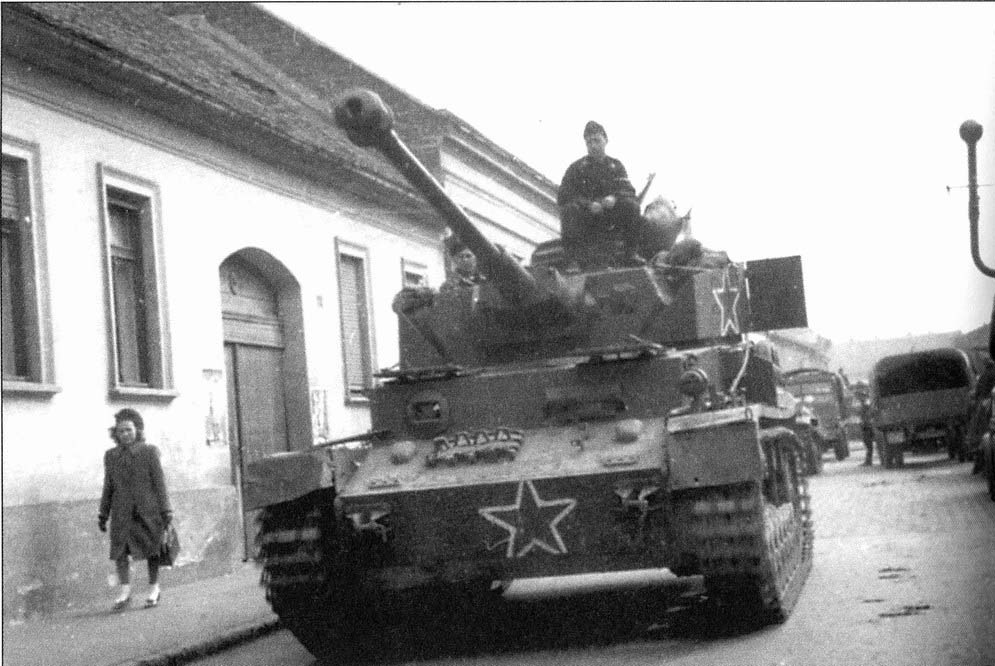
1945년 3월 헝가리의 불가리아군 소속 독일제 4호 전차. 소련식 별표시는 실제 독일 4호 전차와의 혼동을 막기 위함이다.

불가리아가 나치 독일과 동맹을 맺었던 시기에, 불가리아 정부는 유대인과 다른 소수 민족을 겨냥한 조치와 법률을 도입했다. 1939년 9월에는 외국인으로 간주되는 모든 유대인 약 4,000명이 추방되었다. 대부분은 상당한 어려움을 겪은 후 결국 팔레스타인으로 도피했다. 페터르 가브로프스키 내무부 장관과 알렉산더르 벨레프는 뉘른베르크법을 연구한 후 1940년에 불가리아 국가보호법을 도입했으며, 이는 1941년 1월부터 시행되었다. 이 법률을 통해 불가리아의 통제 하에 있는 유대인들은 대부분의 전문직, 대학, 노동조합, 모든 정부 서비스, 특정 공공 장소에서 배제되었다. 또한 유대인들은 특별한 신분증을 소지해야 했으며, "비유대인" 이름을 사용하거나 불가리아인과 결혼하는 것이 금지되었다.
1941년 불가리아의 민족통일주의적 열망에 따른 그리스와 유고슬라비아 영토 점령 및 새로운 스코페, 비톨라, 벨로모라 오블라스티(주)의 형성은 불가리아의 유대인 인구를 약 60,000명으로 증가시켰다. 이들은 국가보호법에 따라 불가리아 시민권을 가질 수 없었다. 전쟁 초기부터 그리스와 유고슬라비아의 불가리아 점령지 정부는 추축국 유럽에서 도피한 유대인 난민을 게슈타포에게 넘겨주었다. 1941년 10월 불가리아 당국은 불가리아 관할 스코페에서 게슈타포가 발견한 세르비아 유대인 213명의 등록을 요구했다. 이들은 11월 24일 체포되었고, 이 중 47명은 세르비아 베오그라드의 반이차 수용소로 이송되어 1941년 12월 3일 살해되었다.
국가보호법에 이어 1942년 8월 26일에는 법령(naredbi)이 제정되어 유대인에 대한 제한을 강화하고, 유대인 정의의 범위를 넓혔으며, 비유대인 신분 및 면제(privilegii)를 증명하는 데 필요한 입증 부담을 증가시켰다. 이후 유대인들은 노란 별을 착용해야 했으며, 기독교 성찬을 행하는 세례받은 자만 예외였다. 1940년 9월 1일 이전에 기독교 의식으로 비유대인과 결혼하고 1941년 1월 23일 국가보호법 시행 이전에 세례받은 불가리아 유대인에 대한 예외는 철회되었다. 전쟁 고아, 전쟁 미망인, 상이군인에 대한 면제는 이제 "다른 유대인과의 경쟁 시"에만 적용되었으며, 그러한 특권은 개인이 범죄로 유죄 판결을 받거나 "반정부적" 또는 "공산주의적"으로 간주될 경우 철회되거나 거부될 수 있었다. 1943년 2월 SS-최고돌격지도자 테오도어 단네커와 1942년 내무부 내 신설된 "유대인 문제 위원회"를 이끌기 위해 가브로프스키에 의해 임명된 벨레프는 단네커-벨레프 협정을 체결하여 불가리아가 독일에 유대인 포로 20,000명을 공급하기로 합의했다. 불가리아는 이러한 방식으로 독일에 유대인을 공급하기로 합의한 유일한 국가이다. 불가리아는 추방 비용을 부담하기로 합의했으며, 문서에는 불가리아가 독일의 손에 넘어갈 그들의 운명을 알고 있으므로 유대인의 본국 송환을 결코 요청하지 않을 것임을 명시했다.
국가보호법은 유대인들이 정규군이 아닌 노동 대대에서 의무 군 복무를 이행하도록 규정했다. 강제노동대대는 1920년 불가리아군 규모를 제한하고 정규군 징병을 폐지한 뇌이 조약을 회피하기 위한 방법으로 불가리아에 설립되었다. 알렉산더르 스탐볼리스키 정부가 설립한 강제노동 복무(trudova povinnost)는 정부 프로젝트를 위한 저렴한 노동력과 제1차 세계 대전에서 제대군인을 위한 일자리를 제공했다. 설립 후 10년 동안 "주로 소수 민족(특히 무슬림)과 사회의 다른 빈곤층"을 포함한 150,000명 이상의 불가리아 신민이 복무를 위해 징집되었다. 제2차 세계 대전 발발 전인 1930년대에는 trudova povinnost가 군사화되어 1934년에는 전쟁부에 편입되었고, 1936년에는 군사 계급이 부여되었다. 전쟁이 시작된 후 1940년 "노동군"(trudovi vojski)이 "제2차 세계 대전 중 반유대인 정책을 강제하는 데 사용된" 별도의 군단으로 설립되었으며, 이는 전반적인 "박탈" 계획의 일부였다.
1941년 8월, 소피아 주재 독일 전권대사 아돌프-하인츠 베커를레의 요청으로 국방부는 모든 유대인 강제 노동을 건축·도로·공공사업부로 이관했다. 1941년 8월부터 의무 징집이 적용되었다. 처음에는 20세에서 44세 남성이 징집되었고, 1942년 7월에는 연령 제한이 45세로, 1년 후에는 50세로 상향되었다. 불가리아인이 유대인 노동 부대의 지휘관으로 교체되었고, 유대인들은 더 이상 제복을 입을 수 없었다. 1942년 1월 29일, 새로운 순수 유대인 강제 노동 대대가 발표되었고, 1942년 말까지 그 수는 두 배로 늘어 24개가 되었다. 유대인 부대는 다른 민족으로부터 분리되었으며, 강제 노동 대대의 4분의 3은 소수 민족(튀르키예인, 러시아인, 불가리아가 점령한 영토 거주민) 출신이었고 나머지는 불가리아 실업자 중에서 징집되었다. 강제 노동에 동원된 유대인은 시간이 지남에 따라 더욱 엄격해지는 차별 정책에 직면했다. 복무 기간이 늘어나고 식량, 휴식, 휴가 허용량이 줄어들었다. 1942년 7월 14일, 새로운 징벌 규정을 부과하기 위해 징계 부대가 설립되었다. 매트리스나 따뜻한 식량 박탈, "빵과 물 식단", 몇 달 동안 면회 금지 등이 포함되었다. 전쟁이 진행되고 1943년에 유대인 검거가 시작되자 유대인들은 탈출 노력을 더욱 많이 했고, 처벌은 점점 더 가혹해졌다.
1943년 3월 불가리아군과 군경은 불가리아가 점령한 그리스 마케도니아와 유고슬라비아의 바르다르 마케도니아에서 유대인을 검거하여 마케도니아에서 7,122명, 트라키아에서 4,221명을 포함해 그들을 임시 수용소를 거쳐 불가리아 다뉴브 항구인 롬으로 보냈다. 거기서 그들은 배에 태워 상류로 비엔나까지, 그리고 그곳에서 트레블링카로 보내졌으며, 거의 모두가 사망했다. 이는 1942년 봄 독일 외무부의 요청으로 불가리아가 통제하는 모든 유대인을 독일의 구금으로 넘기기로 합의하면서 이루어졌으며, 불가리아 정부는 이에 동의하여 반제 회담에서 요구된 유대인 집단학살을 조직하기 위해 벨레프의 지휘 아래 새로운 "유대인 문제 위원회"를 창설했다. 1943년 3월까지 불가리아 유대인은 전쟁 전 국경 내에서 불가리아 정부에 끌려가 학교와 기차역에 집중 수용되었다. 이후 1943년 봄, 의원 디미터르 페셰프와 불가리아 정교회가 주도한 시위는 기독교로 개종한 유대인뿐만 아니라 "민족 소수민족" 전반의 복지에 대한 우려를 표명하며, 벨레프가 소피아, 큐스텐딜 등에서 약 8,000명의 불가리아 유대인(남서부 불가리아의 모든 유대인 포함)을 폴란드의 나치 절멸 수용소로 추방하여 20,000명 목표를 달성하려던 계획을 처음에는 지연시키고, 5월에는 마침내 저지하는 데 성공했다. 그 대신 그들은 모든 재산을 몰수당하고 지방으로 추방되었으며, 20-40세 남성들은 스타라자고라와 카잔러크의 유대인들처럼 강제 노동에 징집되었다. 1943년 5월 21일, 각료 회의는 유대인을 3일 이내에 소피아에서 시골로 추방하기로 의결했다. 벨레프는 5월 24일 수도에서 유대인들을 추방하라고 명령했다. 19,000명의 소피아 유대인들은 특정 시골 지역과 마을로 추방되었다. 특별 열차가 마련되었고 유대인들은 특정 출발 시간이 할당되어 가족 구성원들이 분리되었다. 1인당 최대 30 kg의 재산만 허용되었고, 나머지는 강제로 남겨두거나 "부당하게 낮은" 가격에 팔아야 했으며, 그렇지 않으면 강탈당하거나 도난당했다. 불가리아 관리와 이웃은 이로 인한 이득을 취했다.
1943년 4월 요아힘 폰 리벤트로프는 보리스 국왕에게 왜 더 많은 유대인을 불가리아에서 절멸시키지 않았는지 물었다. 이에 대한 답변은 보리스가 "오직 옛 불가리아[1941년 이전 불가리아 국경] 출신의 소수의 볼셰비키-공산주의 요소들만 추방할 것이며, 나머지는 도로 건설에 필요하다"는 것이었다. 1943년 5월, 불가리아는 저명한 유대인 지도자를 소미비트 강제수용소에 감금했으며, 그 달과 다음 달에는 20,000명 이상의 유대인들이 소피아에서 추방당하고 그들의 재산이 압류되었다. 1934년 소피아에는 약 25,000명의 유대인 주민이 있었는데, 이는 도시 전체 인구의 거의 10분의 1에 달하는 수치였다. 독일 외무부는 불가리아가 연합군을 두려워하고 그들을 자극하는 것을 피하려 한다는 것을 이해했다. 그럼에도 불구하고, 불가리아 유대인 인구에 대한 게토화와 통행금지령은 1943년에 완료되었으며, 반유대주의 인종 법률은 1944년 8월 30일까지 폐지되지 않았다.

## 연합국

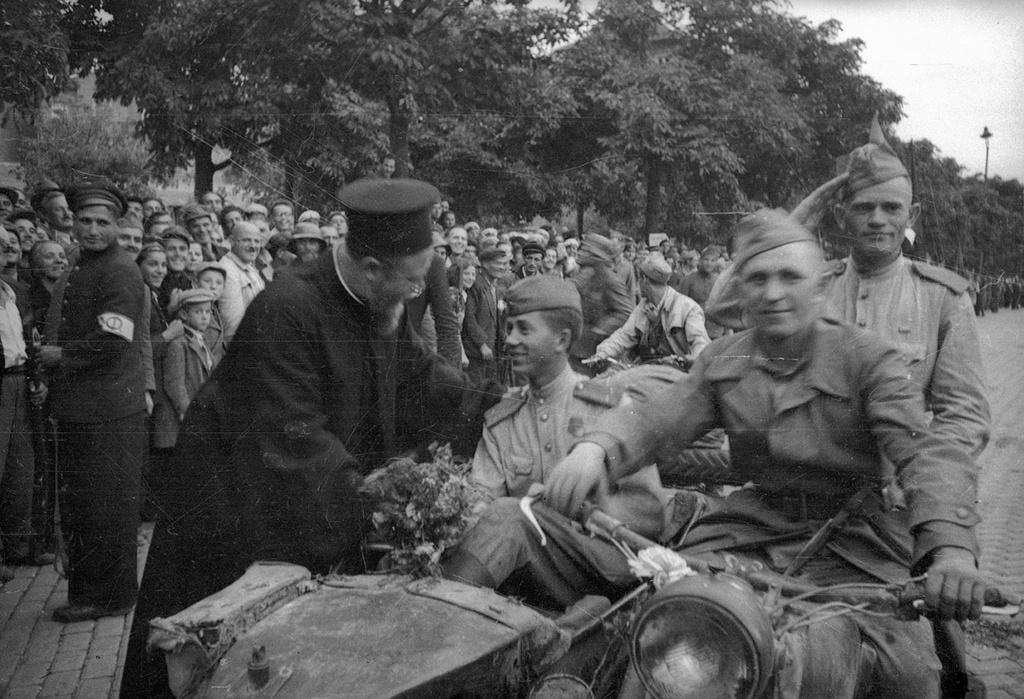
소피아 주민들이 소련군을 환영하는 모습. 예브게니 할데이 촬영.

9월 8일, 소련군은 불가리아-루마니아 국경을 넘었고, 9월 8일 전날 밤 즈베노 장교가 이끄는 수비대 병력이 소피아의 전략적 요충지를 점령하고 정부 장관들을 체포한 후 정부를 전복시켰다. 9월 9일 키몬 게오르기에프를 총리로 하는 새로운 조국전선 정부가 임명되었다. 즉시 독일과 그 동맹국에게 선전포고가 이루어졌고, 불가리아를 침공하기 위해 추축국이 파견한 사단은 쉽게 격퇴되었다.
친추축국 불가리아 망명정부가 빈에 알렉산더르 찬코프의 지휘 아래 결성되었고, 이들은 독일군 지휘관 아래 독일 내에 있던 불가리아 반공주의 자원병 600명으로 구성된 불가리아 SS 연대를 조직할 수 있었지만, 큰 성공을 거두지는 못했다. 조국전선이 집권하자 스베티 키리 DPODS 구금 수용소에 수감되어 있던 소련군 포로와 억류된 소련 시민은 석방되었다. 서방 연합군 포로는 튀르키예를 통해 본국으로 송환되었고, 슈멘의 포로수용소는 1944년 9월 25일에 폐쇄되었다. 그리스 스타브로폴리 (불가리아어: Кръстополе)에 있던 불가리아 공산주의자와 소련 동조자를 위한 강제수용소는 불가리아군이 점령지에서 철수하면서 폐쇄되었다.
연합군과의 휴전 협정은 1944년 10월 28일 모스크바에서 체결되었다. 서명자로는 연합국 및 유엔을 대표하여 조지 케넌, 안드레이 비신스키, 아치볼드 클라크 커 (표도르 톨부힌 원수와 제임스 개멀 중장이 대리), 불가리아를 대표하여 페트코 스타이노프 외무부 장관, 페트코 스토야노프 재무부 장관, 니콜라 페트코프 및 도브리 테르페셰프 무임소장관이 참여했다.
마케도니아에서는 독일군에 포위되고 고위 군 지휘관에게 배신당한 불가리아군이 옛 불가리아 국경으로 돌아가기 위해 싸웠다. 공산주의 저항군과 달리 내부 마케도니아 혁명 기구의 우익 추종자는 마케도니아 문제의 해결을 친불가리아 독립 마케도니아 국가 창설에서 보았다. 이때 IMRO 지도자 이반 미하일로프가 독일이 재점령한 스코페에 도착했는데, 독일은 그가 옛 IMRO 조직과 오흐라나를 기반으로 마케도니아 국가를 형성할 수 있기를 바랐다. 독일이 전쟁에서 패했음을 인지하고 더 이상의 유혈 사태를 피하기 위해, 그는 이틀 후 이를 거부하고 떠났다. 새로운 불가리아 친공산주의 정부의 지도 아래, 세 개의 불가리아군(총 455,000명 규모)이 1944년 9월 유고슬라비아에 진입하여 소련군 및 유고슬라비아군과 함께 그리스에서 철수하는 독일군을 저지하는 전략적 목표를 가지고 니시와 스코페로 진군했다. 남부 및 동부 세르비아와 마케도니아는 한 달 만에 해방되었고, 13만 명 규모의 불가리아 제1군은 헝가리로 계속 진격하여 독일군을 몰아내고 1945년 4월 오스트리아에 진입했다. 1945년 5월 8일 독일의 나치 정부가 항복한 날, 클라겐푸르트에서 영국 제8군과 접촉이 이루어졌다. 그 후 블라디미르 스토이체프 장군은 영국 제5군단장 찰스 카이틀리와 경계선 협정을 체결했다.

## 결과 및 후유증

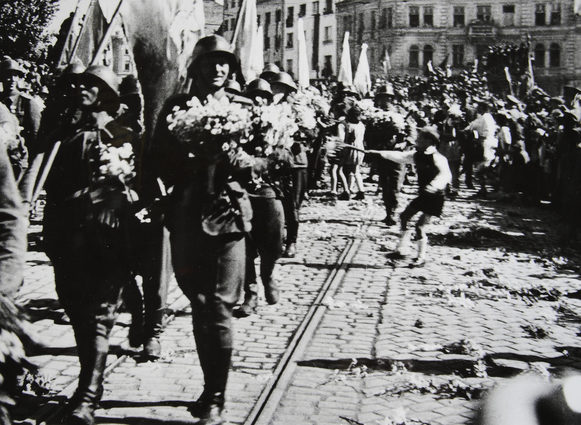
1945년 6월 17일 유럽에서의 적대 행위 종결 후 오스트리아에서 돌아온 불가리아 제1군을 환영하는 소피아 시민

제2차 세계 대전의 결과로 소련이 불가리아를 침공했고, 1946년 게오르기 디미트로프를 수반으로 하는 공산주의 정권이 수립되었다. 군주제는 1946년에 폐지되었고 차르는 망명길에 올랐다. 불가리아 인민공화국이 수립되어 1990년까지 지속되었다. 붉은 군대는 1947년까지 불가리아를 점령했다. 불가리아는 이후 1954년에 바르샤바 조약 기구에 가입했고, 1968년 체코슬로바키아 침공에도 참여했다.
소련과의 불가리아 휴전은 불가리아가 그리스 및 유고슬라비아 마케도니아와 트라키아에서 점령하고 주장하던 모든 영토를 포기하게 만들었지만, 1947년 파리 평화 조약은 전쟁 중 남도브루자가 불가리아에 편입된 것을 확인했으며, 이로써 불가리아는 크로아티아를 제외하고 전쟁 전 영토를 늘린 유일한 추축국이 되었다. 에게 해 지역과 바르다르 마케도니아의 점령 지역은 불가리아 국경 내에 남아있었지만 반환되었고, 서트라키아에서 150,000명의 불가리아인이 추방되었다.
전쟁 중 겪은 시련 이후, 불가리아에 남아있던 유대인 대부분인 약 50,000명은 1944년 9월에 이주했다. 약 35,000명은 영국 위임통치령 시기에 팔레스타인으로 떠났고, 나머지 대다수는 1948년 이후 이스라엘로 이주했다. 1950년대 초까지 약 45,000명의 불가리아 유대인이 전후 공산주의 국가를 떠났다.

## 무장 병력
종전 시까지 불가리아는 약 450,000명의 병력을 동원할 수 있었다. 군사 장비는 대부분 독일제였다. 1945년까지 불가리아는 대부분 소형 무기인 소련제 무기도 보급받았다.

## 같이 보기
- 1940년대 불가리아
- 대불가리아
- 제2차 세계 대전 기간 불가리아의 저항운동
- 불가리아 망명정부
- 불가리아-러시아 관계
- 제2차 세계 대전 기간의 유고슬라비아 내 마케도니아
- 오흐라나
- 불가리아군

## 참고 문헌
- Dimitrov, Božidar (1994). 〈Bulgaria during World War II〉. 《Bulgaria: illustrated history》. Sofia: Borina. ISBN 954-500-044-9. 2007년 2월 3일에 원본 문서에서 보존된 문서.
- Делев, Петър;  외. (2006). 〈51. България в годините на Втората световна война〉. 《История и цивилизация за 11. клас》 (불가리아어). Труд, Сирма.
- 〈Изборът между Сталин и Хитлер. Избор няма〉. 《Българите и България》 (불가리아어). Ministry of Foreign Affairs of Bulgaria, Trud, Sirma. 2005. 2006년 9월 7일에 원본 문서에서 보존된 문서.
- Castellan, Georges (1999). 《История на Балканите XIV–XX век》 (불가리아어). trans. Лиляна Цанева. Пловдив: Хермес. 459–463, 476–477쪽. ISBN 954-459-901-0.
- Molina, Lucas; Carlos Caballero (October 2006). 《Panzer IV: El puño de la Wehrmacht》 (스페인어). Valladolid, Spain: AFEditores. ISBN 84-96016-81-1.
- Doyle, Hilary; Tom Jentz (2001). 《Panzerkampfwagen IV Ausf. G, H and J 1942-45》. Oxford, United Kingdom: Osprey. ISBN 1-84176-183-4.
- Griehl, Manfred (2001). Junker Ju 87 Stuka. London/Stuttgart: Airlife Publishing/Motorbuch. ISBN 1-84037-198-6.
- Tomasevich, Jozo (2001). 《War and Revolution in Yugoslavia, 1941-1945: Occupation and Collaboration》 2. San Francisco: Stanford University Press. ISBN 0-8047-3615-4.
- Lumans, Valdis O. (1993). 《Himmler's Auxiliaries: The Volksdeutsche Mittelstelle and the German National Minorities of Europe, 1933-1945》 (영어). Chapel Hill: Univ of North Carolina Press. ISBN 978-0-8078-2066-7.
- Margolian, Howard (2000). 《Unauthorized Entry: The Truth about Nazi War Criminals in Canada, 1946–1956》. Toronto: University of Toronto Press.